# Hanns Eisler
Pour les articles homonymes, voir Eisler.
Œuvres principales
- Auferstanden aus Ruinen

 Hanns Eisler, né le 6 juillet 1898 à Leipzig et mort le 6 septembre 1962 à Berlin-Est, est un compositeur et théoricien de la musique autrichien, élève d'Arnold Schönberg. Il est notamment connu pour avoir collaboré avec Bertolt Brecht sur plusieurs de ses pièces et mis en musique un grand nombre de ses poèmes. Il a en outre composé la mélodie de l'hymne national de l'ancienne République démocratique allemande, Auferstanden aus Ruinen, sur des vers du poète Johannes R. Becher.

## Biographie

### Années de jeunesse et formation musicale
Hanns Eisler est le troisième enfant de Rudolf Eisler (1873-1926) philosophe et Privatgelehrter (professeur à titre privé) d'origine juive, et d'Ida Maria, née Fischer (1876-1929), de confession luthérienne. Son frère Gerhart (1897-1968) est un homme politique communiste. Sa sœur Elfriede, plus connue sous le pseudonyme de Ruth Fischer (1895-1961) participe à la fondation du Parti communiste d'Autriche (KPÖ), avant de rejoindre le Parti communiste d'Allemagne (KPD) dont elle est l'une des dirigeantes. Son opposition, dès 1925, à l'évolution stalinienne du parti lui vaut d'être exclue de l'Internationale communiste.
En 1901, la famille Eisler quitte Leipzig pour Vienne. Hanns grandit dans un environnement petit-bourgeois, où la musique et la littérature jouent un rôle central. Il fait ses études secondaires au Staatsgymnasium (lycée d'État) n° 2 de la capitale de l'Empire austro-hongrois. En 1916, il est enrôlé dans l'armée impériale et royale. Son frère Gerhard ayant publié en 1914 des articles pacifistes, la famille était surveillée par la police secrète. Hanns sert d'abord dans un régiment d'infanterie hongrois, puis, jusqu'en 1918, dans une école d'officiers de réserve près de Prague, où il est mis par deux fois aux arrêts pour indiscipline, sans doute pour agitation politique.
De cette période datent plusieurs compositions musicales, dont l'oratorio Gegen den Krieg (Contre la guerre).
Le jeune homme accueille avec joie la Révolution d'Octobre qui signifie aussi la fin de la guerre, l'ennemi russe étant de ce fait devenu neutre, les soldats pensaient qu'un seul front désormais assurerait la victoire aux Empires centraux et pour Eisler leur basculement vers la révolution.
Revenu à Vienne après la défaite, il étudie de 1919 à 1923 avec Arnold Schönberg en cours privés, tout en dirigeant des chorales ouvrières. Eisler fut un des premiers élèves de Schönberg à adopter la technique des douze sons (musique dodécaphonique). Il dédie à Schönberg sa Sonate pour piano op.1. En 1920, il épouse la chanteuse communiste Charlotte Demant (de) (1894-1970).

### Berlin, art engagé
Depuis l'enfance, Hanns Eisler est fortement attiré par les idéaux communistes (en partie sous l'influence de sa sœur et son frère) et cet élan marque sa création musicale.
C'est à partir de son installation à Berlin en 1925 que cette tendance vers une musique résolument politique se confirme. Berlin traverse alors un âge d'or pour les arts et les lettres et devient un creuset d'expérimentation dans tous les domaines artistiques et politiques, tandis que les années 1925-1929 marquent aussi le retour à la prospérité et à une stabilité relative en Allemagne. Eisler s'éloigne de la vision musicale sacralisée d'Arnold Schönberg et du post-romantisme qu'il juge « embourgeoisés ». Il s'oriente vers des formes musicales plus populaires, influencées par le jazz et le cabaret.
Il se rapproche du Parti communiste d'Allemagne, mais n'en sera jamais membre. Il écrit à partir de 1927 des articles politiques dans le journal Die Rote Fahne (Le Drapeau rouge) et enseigne dans des écoles du soir du Parti communiste. C'est dans ce contexte qu'en 1929 il fait la connaissance de Bertolt Brecht, lui-même marxiste et « compagnon de route » et entame avec lui une collaboration qui durera jusqu'à la mort du poète, en 1956.
Il compose ainsi la musique de plusieurs pièces de Brecht : Die Massnahme (La Décision, 1930), Die heilige Johanna der Schlachthöfe (Sainte Jeanne des Abattoirs, 1930), Die Mutter (La Mère, d'après un roman de Maxime Gorki, 1931), Die Rundköpfe und die Spitzköpfe (Têtes rondes et têtes pointues, 1933), Furcht und Elend des Dritten Reiches (Grand-peur et misère du IIIe Reich, 1938), Leben des Galilei (La Vie de Galilée, 1938), Schweyk im zweiten Weltkrieg (Schweyk dans la Deuxième Guerre mondiale, 1943).
Eisler et Brecht ont aussi composé ensemble des chants politiques qui ont joué leur rôle dans les années de la République de Weimar (1918-1933), comme le Solidaritätslied (le Chant de la Solidarité, 1932) du premier film parlant « prolétarien » Kuhle Wampe (Ventres glacés). Eisler dirigea aussi le cercle prolétarien intitulé « Matérialisme dialectique en musique ».
En 1933, il s'exile à Paris, où il rencontre les comédiens du groupe Octobre, et met en musique deux poèmes de Jacques Prévert : Histoire du cheval et Vie de famille. Eisler fait aussi un voyage à Moscou à cette époque.

### Exil aux États-Unis (1933-1948)
La musique d'Eisler, qui était communiste et « demi-juif », et la poésie de Brecht, qui était communiste, furent bannies par le parti nazi en 1933, et les deux amis sont contraints à l'exil. Eisler voyage en 1935 en Tchécoslovaquie, à Paris, à Londres, et au Danemark, où il retrouve Brecht. Il donne une série de concerts aux États-Unis entre février et mai 1935, puis se rend à Londres. Il y compose un arrangement du Lied der Moorsoldaten (Chant des Marais), que l'acteur et chanteur Ernst Busch enregistrera à Barcelone puis à Moscou. Le 7 décembre 1937, il épouse à Prague sa seconde femme Louise Anna Gosztony, dite Lou. Au tournant des années 1937 et 1938, ils se rendent à Madrid pour soutenir les républicains espagnols en lutte contre le franquisme. Dans le courant de l'année 1938, ils s'installent aux États-Unis.
Eisler y enseigne à la New School University de New York et compose de la musique de chambre expérimentale. Peu avant le début de la Seconde Guerre mondiale, il déménage à Hollywood, où il compose la musique de nombreux films (Hangmen Also Die (Les Bourreaux meurent aussi) de Fritz Lang, qui fut nommé aux Oscars de 1944, None but the Lonely Heart (Rien qu'un cœur solitaire, 1944) de Clifford Odets, The Woman of the Beach (La Femme sur la plage, 1946) de Jean Renoir.
En 1947 il publie Composing for the Films (Musique de cinéma) écrit en collaboration avec le philosophe Theodor W. Adorno. Eisler reprend la technique dodécaphonique (un exemple en est son quintette Vierzehn Arten, den Regen zu beschreiben (Quatorze manières de décrire la pluie), composé en l'honneur du 70e anniversaire d'Arnold Schönberg).
Ses œuvres essentielles de ces années sont la monumentale Deutsche Sinfonie (en) (symphonie pour solistes, récitant, chœur et orchestre en 11 mouvements reposant sur des textes de Brecht et d'Ignazio Silone, commencée en 1935, et qui ne sera terminée qu'en 1958) et un cycle de mélodies Hollywooder Liederbuch (1942-43), ainsi que d'importantes pièces de musique de chambre : 14 manières de décrire la pluie (1941), Nonett n° 1 (1939), Nonett n° 2 (1941), Septett n° 1 (1941), Septett n° 2 (1947), Symphonie de chambre (1940).

### Berlin Est (1949-1962)

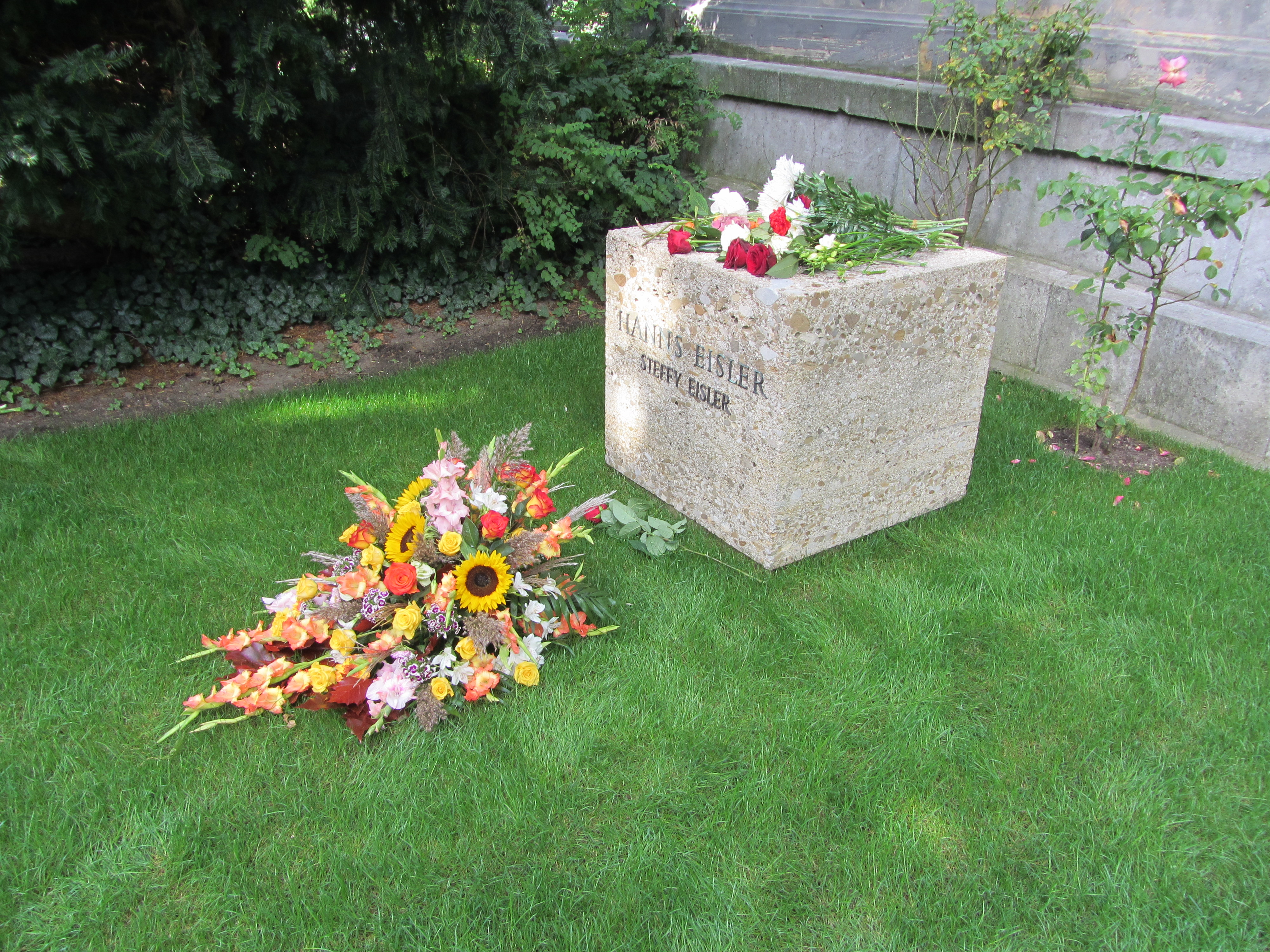
Tombe d'Hanns Eisler au cimetière de Dorotheenstadt de Berlin, décorée de fleurs lors du cinquantenaire de sa mort, le 6 septembre 2012. Sa tombe est une Ehrengrab (« tombe d'honneur ») du land de Berlin.

Au contexte politique vint s'ajouter un conflit familial : Hanns Eisler et son frère Gerhart, qui résidait lui aussi aux États-Unis à l'époque, furent publiquement dénoncés par leur sœur Ruth Fischer comme des espions à la solde de l'URSS. Ruth Fischer était en effet convaincue que ses deux frères avaient une responsabilité dans la mort de son amant Arkadi Maslow, dont elle pensait qu'il avait été assassiné par le NKVD.
Hanns Eisler fut entendu par la commission de la Chambre de Représentants sur les activités anti-américaines, de même que Gerhart, que J. Edgar Hoover, chef du FBI, considérait comme une figure centrale de l'espionnage soviétique. Ruth Fischer témoigna à charge contre ses deux frères. Après deux auditions, Hanns Eisler fut accusé d'être « le Karl Marx du communisme dans le domaine musical » et un agent soviétique à Hollywood, et il fut donc inscrit sur la liste noire du cinéma. Il fut, comme de nombreux artistes compagnons de route, tel Brecht, contraint de quitter les États-Unis le 26 mars 1948.
Il s'installa alors à Vienne, puis à Berlin-Est en juin 1949 et composa la mélodie de l'hymne national de la jeune République démocratique allemande (RDA), Auferstanden aus Ruinen, sur des paroles de Johannes R. Becher. Il épousa sa troisième femme, Stephanie Peschl en 1958. Il continua à composer, à enseigner au conservatoire Hochschule für Musik Hanns Eisler. Il composa en 1955 la musique du film Nuit et brouillard d'Alain Resnais (sorti en 1956) et, en 1959, celle de La Rabouilleuse de Louis Daquin d'après le roman de Balzac. Son projet le plus ambitieux, un opéra moderne sur le thème de Faust, fut attaqué par la censure communiste. Sa loyauté politique vis-à-vis du communisme fut mise en cause lors d'une série d'auditions. Ce climat politique et la mort de Brecht en 1956 assombrirent ses dernières années. En 1959 est créée sa Symphonie allemande. Il achève son œuvre ultime Ernste Gesänge (Chants graves), pour baryton et orchestre à cordes avant de mourir en 1962.
Hanns Eisler est le père du peintre viennois Georg Eisler (de) (1928-1998), élève d'Oskar Kokoschka.

## Œuvres principales
- Palmström (1924)
- Divertimento pour quintette à vents op. 4 (1923)
- Duo für Violine und Violoncello op. 7 (1924)
- Zeitungsausschnitte op. 11 (1926)
- Tempo der Zeit op. 16 (1929)
- Kleine Sinfonie (Petite Symphonie) opus 29 (1931/32)
- Sonatensatz für Flöte, Oboe und Harfe op. 49 (1935)
- Einheitsfrontlied (1935), sur des paroles de Bertolt Brecht
- Quatuor à cordes op. 75 (1938)
- Sonate für Violine und Klavier („Reisesonate“) (1937-38)
- Gegen den Krieg (1936)
- Cantates de chambre (1937)
- Woodbury-Liederbüchlein (1941)
- Deutsche Symphonie (1935-58)
- Fünf Orchesterstücke (1938-40)
- Symphonie de chambre opus 69 (1940)
- Quintette Quatorze manières de décrire la pluie op. 70 (1941)
- Premier septuor (1941)
- Deuxième Septuor (1947)
- Nonett Nr. 1 (1939)
- Nonett Nr. 2 (1941)
- Hollywooder Liederbuch (1942–1947)
- Première sonate pour piano op. 1 (1923)
- Deuxième sonate pour piano op. 6 (1924/25)
- Klavierstücke op. 8 (1925)
- Klavierstücke für Kinder op. 31
- Sieben Klavierstücke op. 32
- Sonatine (Gradus ad parnassum) op. 44
- Variationen für Klavier (1941)
- Troisième sonate pour piano (1943)
- Huit pièces pour piano
- Suites pour orchestre n° 1 opus 23, n° 2 op. 24, n° 3 op. 26, n° 4 op. 30, n° 5 op. 34, n° 6 op.40
- Die Maßnahme (La Mesure)opus 20 (1930-31)
- Die Mutter (Brecht)
- Musique de scène pour "Die Rundköpfe und die Spitzköpfe" ("Têtes rondes et têtes pointues") (Brecht)
- Musique de scène pour "Schweyk im zweiten Weltkrieg" (Brecht)
- Musique de scène pour "Galieo" (Brecht)
- Musique de Nuit et Brouillard (1955)
- Die Teppichweber von Kujan-Bulak (1957)
- Ernste Gesänge (Chants graves), pour baryton et orchestre à cordes (1962)

## Arrangements
Avec Karl Rankl et Rudolf Kolisch, Hanns Eisler a réalisé un arrangement pour orchestre de chambre de la symphonie n° 7 d'Anton Bruckner dans le cadre des activités de l'Association pour les exécutions musicales privées fondée par Arnold Schoenberg en 1919.
Eisler est également le premier arrangeur du Börgermoorlied (ou « Chant des Marais »), dont il prend connaissance en 1936. Sa version, enregistrée à plusieurs reprises par Ernst Busch, se propage jusque dans les rangs des combattants communistes durant la guerre civile espagnole.

## Filmographie
- Le Grand Jeu de Jacques Feyder
- Abdul the Damned de Karl Grune[7]
- The Forgotten Village (Le Village perdu) d'Herbert Kline
- Hangmen Also Die (Les bourreaux meurent aussi) de Fritz Lang
- None but the Lonely Heart (Rien qu'un cœur solitaire, 1944) de Clifford Odets
- The Woman of the Beach (La Femme sur la plage) de Jean Renoir
- Nuit et Brouillard d'Alain Resnais